# Хасан Ибрагим Самун
Хасан Ибрагим Самун (араб. حسن إبراهيم سمعون‎) — сирийский поэт и писатель, представитель классической и современной арабской поэзии. Автор более 10 книг.

## Биография
Айман Абу-Шаар родился в Хомсе в 2001 году. Его стихи и статьи, интервью с ним и статьи о нём публиковались в сирийских и арабских газетах.

## В театре
- «Рев» (жизнь на родине)  مسرحية الزئير

## В повествовании
- Микроскоп   المجهر
- Короткие истории  (сборник коротких рассказов)  مجموعة قصص قصيرة

## Поэзия
- Подпись на могильном камне   إمضاء على الشاهد
- Статус Атласа Ва’а   مقامات التاسوعاء
- Короткие фотографии  قصار الصور
- Плачет свет   رثاية النور

## В литературе
- "Сирийский открытый "  الديوان السوري المفتوح